# Avenida Augusto Montenegro
A Avenida Augusto Montenegro, é uma das principais avenidas de Belém. É uma importante via da Região Metropolitana, pois corta vários bairros,como Parque Guajará, Tenoné, Agulha, Águas Negras, Benguí, Parque Verde, Coqueiro e Campina de Icoaraci, através dela também se tem acesso a Ilha de Caratateua (Outeiro). Nela está localizado o Estádio do Mangueirão, o Parque Shopping Belém, a Secretaria de Estado de Educação do Pará (SEDUC-PA),a CELPA, e o Comando Geral da Polícia Militar do Pará.

## História
Seu traçado segue o da antiga estrada de ferro Belém-Bragança, como um dos seus ramais que antes era conhecido como Ramal do Pinheiro que partia do Entroncamento com paradas no Benguí, Tapanã, Tenoné e seguia até o seu destino final na Estação do Pinheiro em Icoaraci. Em meados da década de 1960 com a desativação da estrada de ferro o ramal ficou abandonado e inutilizável. No ano de 1975 começaram os trabalhos para a construção da Rodovia Augusto Montenegro, uma obra que levaria três anos pra ser concluída. Os cerca de 15 km duplicados de pistas foram concluídos e inaugurados em 1978. Com isso surgiram vários Conjuntos habitacionais as margens da Rodovia favorecidos pelo estado através das vigentes políticas habitacionais da década de 70. Estas políticas foram financiadas pelo Banco Nacional de Habitação (BNH) através da Companhia de Habitação do Estado do Pará (COHAB-PA). A partir da construção desses conjuntos a rodovia foi sendo habitada, além também da ocupação irregular com invasões e implantação de órgãos públicos, desenvolvendo-se e compondo parte da Região metropolitana de Belém, entre os anos 90 e os anos 2000 se viu a instalação de Conjuntos e condomínios particulares com o passar do tempo. Por ter um grande número de acidentes, a rodovia chegou a ser conhecida como Rodovia da Morte. Durante o mandato do Prefeito Hélio Gueiros a avenida ganharia passarelas para pedestres, enquanto que no mandato do Prefeito Edmilson Rodrigues a avenida ganharia sua primeira reforma urbanística e reconstrução com novo pavimento asfáltico, instalação de semáforos e ciclofaixa.

## Atualmente
No início da década de 2010, a via passou a ser reconhecida oficialmente como avenida pelo município. Desde 2015 no mandato do Prefeito Zenaldo Coutinho vem sendo implantando na avenida o sistema BRT Belém, onde através deste projeto a avenida vem recebendo obras de reestruturação asfáltica,drenagem e urbanização em toda sua extensão. O projeto contempla duas pistas com três faixas de rolamento em cada sentido e uma canaleta exclusiva para os ônibus expressos e do BRT.

## Principais confluências
Km 1,5 - Cruzamento com a Rua da Marinha
Km 2 - Acesso à Rodovia Transcoqueiro (pista sentido Centro-Bairro)
Km 3 - Acesso a Avenida Mangueirão (pista sentido Bairro>Centro)
Km 3,8 - Entroncamento das Avenidas Centenário / Avenida Independência / Elevado Engenheiro José Augusto Affonso
Km 4,4 - Estrada do Benguí
Km 6,1 - Rua do Sideral
Km 7 - Entroncamento / rodovia do Tapanã / Rodovia Mário Covas
Km 9 - Avenida Principal (Conjunto Maguari)
Km 9,5 - Rua Alacid Nunes (acesso ao bairro do Tenoné)
Km 12,9 - Estrada da Maracacuera (acesso à Ilha de Caratateua)
Km 13 - Rua Oito de Maio (acesso ao bairro do Paracuri)
Km 14 - Avenida Dr. Lopo de Castro / Travessa São Roque (acesso a Campina de Icoaraci)

## Características
No final do Século XX, era considerada uma Rodovia estilo rural pois ao longo do seu percurso inicialmente prevaleciam várias chácaras, indústrias, sítios e por interligar a capital a uma parte antes considerada distante que era Icoaraci. Nos dias atuais, agora em seu estado de avenida a mesma possui inúmeros conjuntos e condomínios residencias, escolas, faculdades, restaurantes, órgãos públicos e estabelecimentos comerciais.
- PRODEPA - Empresa de Tecnologia da Informação e Comunicação do Estado do Pará
- Arena Guilherme Paraense - Mangueirinho
- CCZ - Centro de Controle Zoonozes
- Equatorial Pará
- Centenário de Convenções da Assembleia de Deus
- Centro de Ciências e Planetário do Pará
- Clube dos Advogados do Pará - OAB-PA
- Comando Geral da Polícia Militar do Pará
- COMPAR - Companhia Paraense de Refrigerantes / Fábrica Coca Cola
- DEMA - Unidade Integra de Polícia do Meio Ambiente
- DETRAN - Departamento de Trânsito do Estado do Pará
- Estação Rádio da Marinha de Belém
- Estádio Estadual Jornalista Edgar Augusto Proença - Mangueirão
- Fábrica Hiléia Alimentos
- Hospital Regional Aberlado Santos
- ITERPA - Instituto de Terras do Pará
- Karibe Show
- Parque Shopping Belém
- SEDUC - Secretaria de Estado de Educação do Pará
- SEST SENAT
- UMS - Unidade Municipal de Saúde da Marambaia
- UPA - Unidade de Pronto Atendimento - DAICO
- Escolas de Ensino Fundamental/Médio:
  - CEI - Colégio de Ensino Icoaraci
  - Centro Educacional Sophos
  - Colégio CEEP
  - Colégio Impacto (Icoaraci & Mangueirão)
  - Colégio Ideal
  - Colégio NEEP
  - Colégio Paulista Belém
  - Colégio Pequeno Príncipe Avante
  - Colégio Santa Madre
  - Escola Estadual Palmira Gabriela
  - Escola Estadual Raimundo Martins Vianna
  - Escola Estadual XV de Novembro
  - SEI - Sistema Educacional Interativo
- Instituições de Ensino Técnico/Superior:
  - FAIEP / UNIASSELVI
  - CCAA - Centro de Cultura Anglo Americana
  - FEAPA - Faculdade de Estudos Avançados do Pará
  - Instituto Alfa Ômega
  - Instituto de Educação Integrada Albert Einstein
  - SIEPA - Educação Profissional
  - UNICID - Universidade Cidade de São Paulo
- Lojas/Supermercados:
  - Atacadão
  - Supermercados Formosa
  - Supermercados Líder / Magazan (Parque Guajará & Parque Verde) / Centro de Distribuição do Grupo Líder
  - Lojas Americanas
  - Mix Atacarejo
  - Supermercados Nazaré
  - Novo Mundo
  - Armazém Auto Serviço
- Restaurantes/Lanchonetes:
  - Churrascaria e Chopperia Rodeio
  - Churrascaria Boi D'Ouro
  - Churrascaria Pavan
  - McDonald's
- Posto de combustível:
  - Petrobras
  - Posto Iccar
  - Posto Ipiranga
  - Shell
- Farmácias/Drogarias:
  - Drogarias Globo
  - Drogaria Lucas Farma
  - Extrafarma
  - Farmácia Popular do Brasil
  - FTB - Farmácia do Trabalhador do Brasil
  - Maxi Popular
  - Pague Menos
- Laboratórios:
  - Amaral Costa
  - Beneficente de Belém
  - Paulo C.Azevedo
  - Ruth Brazão

## Conjuntos residencias e condomínios
- Conjuntos residencias:

| Conjunto Benjamin Sodré                                            |
| Conjunto Castro Moura                                              |
| Conjunto Eduardo Angelin                                           |
| Conjunto Icoaraci I,II e III (Cohab Icoaraci)                      |
| Conjunto Jardim Augusto Montenegro                                 |
| Conjunto Maguari                                                   |
| Conjunto Marambaia II & III (também conhecido como Conjunto Gleba) |
| Conjunto Natália Lins                                              |
| Conjunto Orlando Lobato                                            |
| Conjunto Panorama XXI                                              |
| Conjunto Pedro Teixeira                                            |
| Conjunto Jardim Sevilha                                            |
| Residencial Augusto Montenegro II & III                            |
| Residencial Jardim Maricá                                          |
| Residencial Morada do Sol                                          |
| Residencial Tenoné II                                              |

- Condomínios:

| Campo Bello Residence              |
| Chácaras Montenegro                |
| Cidade Jardim I                    |
| Cidade Jardim II                   |
| Cond. Jardim Portugal              |
| Montenegro Boulevard               |
| Condomínio Parkville               |
| Condomínio Parque Valparaíso       |
| Condomínio Planetarium Marte       |
| Condomínio Planetarium Terra       |
| Condomínio Enéas Resque            |
| Condomínio Residencial João Coelho |
| Condomínio Sol Dourado             |
| Condomínio Sol Nascente            |
| Condomínio Summer                  |
| Conunto Residencial Parklândia     |
| Eco Independência                  |
| Mirante do Parque                  |
| Ilhas Pochart                      |
| Greenville Exclusive               |
| Greenville I                       |
| Greenville II                      |
| Jardim Bela Vida                   |
| Marina Residence Club              |
| Multi Icoaraci                     |
| Planetarium Júpiter                |
| Parque Jardins                     |
| Porto Bello Residence              |
| Residencial Boa Ventura            |
| Residencial Costa Dourada          |
| Residencial Icoaraci               |
| Residencial Green Park             |
| Residencial Rio das Pedras         |
| Residencial Vila Pinheiro          |
| Safira Park                        |
| Summer Total Life                  |
| Total Life Club Home               |
| Total Ville Bella Cittá            |
| Verano Residencial Clube           |
| Ville Laguna                       |
| Ville Solare                       |
| Residencial Castanheira            |